# Jet Airliner
Jet Airliner ist ein Lied von Modern Talking, das von Dieter Bohlen geschrieben und produziert wurde. Es erschien vorab im Mai 1987 als erste und außer in Spanien einzige Single aus dem Album Romantic Warriors.

## Geschichte
In der Handlung des Liedes bittet der Protagonist seine Geliebten um Verzeihung, dass er sie verlassen hat.
Das Lied wurde am 18. Mai 1987 veröffentlicht. Es war der letzte Top-Ten-Hit von Modern Talking vor der ersten Auflösung des Duos und konnte nach dem geringeren Erfolg der Ballade Give Me Peace on Earth an die Erfolge von Geronimo’s Cadillac anschließen.
1998 erschien ein Remix des Titels auf dem Album Back for Good.

## Musikvideo
In der Handlung des Musikvideos singen Modern Talking das Lied auf einer Start- und Landebahn, dabei sieht man Filmausschnitte mit Flugzeugen zur Unterstreichung des Titels.

## Coverversionen
- 1992: Mary Roos
- 2006: Saragossa Band
- 2016: Thomas Anders